# Petit séminaire du Sacré-Cœur de Voreppe
Le petit séminaire du Sacré-Cœur de Voreppe est un ancien séminaire situé à Voreppe dans le département de l'Isère. Conçu par l’architecte Pierre Pouradier-Duteil, sa construction, entièrement en béton armé (bâtiment et chapelle), se déroule entre décembre 1931 et juin 1933. 
Son caractère novateur pour l'époque lui vaut d'être labellisé « Patrimoine du XXe siècle » de l'Isère depuis 2003. Fermé en 1968, ses murs abritent le lycée professionnel privé les Portes de Chartreuse.

## Historique
Après la Première Guerre mondiale, Alexandre Caillot, évêque de Grenoble,  prend la décision de créer un nouvel établissement destiné à accueillir le Petit Séminaire. Le choix se porte sur Voreppe, commune proche des voies de communication desservant Voiron, Saint Marcellin et Grenoble.
Les plans sont dessinés par l’architecte Pierre Pouradier-Duteil et sa construction est confiée aux entrepreneurs Dotto, pour les piliers en béton armé, assemblés sur place, Delachanal, pour les bâtiments latéraux, ainsi que Rivier pour la chapelle. L’édifice est construit entre décembre 1931 et mai 1933.
Le 24 juin 1940, à l'occasion de l'avancée allemande vers Grenoble, des obus tombent sur la propriété et provoquent de sérieux dégâts aux façades et à la toiture. De nombreuses vitres sont brisées mais les vitraux n'en souffrent pas trop. L’armistice, signé au milieu de la nuit, sauve sans doute le bâtiment. En 1968, le petit séminaire devient le « collège du Sacré-Cœur ». Au XXIe siècle, le collège du Sacré-Cœur et le lycée technique « la Jacquinière »  se dénomment « Ensemble catholique les Portes de Chartreuse ».

## Description
Le plan du Petit Séminaire a été conçu de façon symétrique sur un axe dominé par le cloître et la chapelle. Celui est flanqué de deux ailes disposées de biais, évoquant ainsi les ailes d'une colombe, , symbole de paix ou d'envol de la « vocation ».
Conçu sur le thème de l'eucharistie, le portail est décoré de trois séries de panneaux en bronze réalisés par l'artiste Michel Pinéri. Le trumeau de la porte de la chapelle contient une statue de Sacré-Cœur en bois, sculpté par l'artiste Henri Charlier. Le chœur légèrement surélevé et l’estrade sont ornés par deux grilles en fer forgé, réalisé par le fondeur Raymond Subes. La chapelle est habillée d'un ensemble de verrières non-figuratives en mosaïques de verre coloré et conçues entre 1931 et 1933 par le maître-verrier Marguerite Huré.

## Accès et visite
Cet ensemble architectural (actuellement dénommé sous le nom de « Lycée professionnel Les Portes de Chartreuse ») est situé entre l'avenue du 11 novembre (RD 1075) qui correspond à la déviation de Voreppe et la rue de Stalingrad qui permet de rejoindre le centre-ville de cette même ville, selon les références toponymiques fournies par le site géoportail de l'Institut géographique national.
Les visites n'y sont pas autorisés à l'exception de certaines journées à l'instar des journées de l'architecture (en 2018) et dans le cadre d'une visite guidée ou dans le cadre des Journées du patrimoine,. Des concerts sont aussi organisés dans l'enceinte de l'ancienne chapelle.